# تريفور طومسون
تريفور طومسون (بالإنجليزية: Trevor Thompson) (21 مايو 1955 بنيوكاسل أبون تاين في المملكة المتحدة - ديسمبر 2021) هو لاعب كرة قدم بريطاني في مركز الدفاع. لعب مع نيوبورت كونتي ووست بروميتش ألبيون وواشنطن ديبلومتس ونادي غاينسبورو ترينيتي ولينكولن سيتي أف سي.

## وصلات خارجية
- تريفور طومسون على موقع قاعدة بيانات كرة القدم.إي يو (الإنجليزية)